# Chanteloup-en-Brie
Chanteloup-en-Brie (franskt uttal: [ʃɑ̃tlu ɑ̃ bʁi]
 ( lyssna)) är en kommun i departementet Seine-et-Marne i regionen Île-de-France i norra Frankrike. Kommunen ligger i kantonen Lagny-sur-Marne som tillhör arrondissementet Torcy. År 2022 hade Chanteloup-en-Brie 4 166 invånare.

## Befolkningsutveckling
| Befolkningsutvecklingen i Chanteloup-en-Brie 1968–2021 | Befolkningsutvecklingen i Chanteloup-en-Brie 1968–2021 | Befolkningsutvecklingen i Chanteloup-en-Brie 1968–2021 | Befolkningsutvecklingen i Chanteloup-en-Brie 1968–2021 | Befolkningsutvecklingen i Chanteloup-en-Brie 1968–2021 |
| ------------------------------------------------------ | ------------------------------------------------------ | ------------------------------------------------------ | ------------------------------------------------------ | ------------------------------------------------------ |
|                                                        |                                                        |                                                        |                                                        |                                                        |
| År                                                     |                                                        |                                                        | Folkmängd                                              |                                                        |
| 1968                                                   | 1968                                                   |                                                        | 384                                                    |                                                        |
| 1975                                                   | 1975                                                   |                                                        | 414                                                    |                                                        |
| 1982                                                   | 1982                                                   |                                                        | 463                                                    |                                                        |
| 1990                                                   | 1990                                                   |                                                        | 1 222                                                  |                                                        |
| 1999                                                   | 1999                                                   |                                                        | 1 780                                                  |                                                        |
| 2007                                                   | 2007                                                   |                                                        | 1 862                                                  |                                                        |
| 2015                                                   | 2015                                                   |                                                        | 3 775                                                  |                                                        |
| 2021                                                   | 2021                                                   |                                                        | 4 171                                                  |                                                        |